# Secrétariat aux Relations avec les Premières Nations et les Inuit
Le Secrétariat aux relations avec les Premières Nations et les Inuit (anciennement le Secrétariat des activités gouvernementales en milieu amérindien et inuit puis Secrétariat aux affaires autochtones) est l'organisme gouvernemental québécois ayant la responsabilité première d'assurer le lien entre les autochtones et le gouvernement du Québec. Il travaille avec les organismes autochtones et inuits afin de leur faciliter l'accès aux divers programmes gouvernementaux et d'adapter les activités gouvernementales à leurs besoins.
Le secrétariat fait partie du ministère du Conseil exécutif du Québec, mais relève tout de même d'un ministre responsable attitré : le ministre responsable des Relations avec les Premières Nations et les Inuit. Créée en 1978 en même temps que le Secrétariat, l'assemblée des coordonnateurs ministériels représente une table d'échanges d'informations et de concertation de l'action gouvernementale.

## Historique

### 1978–1987: Secrétariat des activités gouvernementales en milieu amérindien et inuit
Le 1er avril 1978 prend effet la création du Secrétariat des activités gouvernementales en milieu amérindien et inuit (SAGMAI) par fusion de deux entités gouvernementales abolies par arrêté en conseil le 18 janvier 1978:
- La Direction générale du Nouveau-Québec dépendant du Ministère des Richesses naturelles ;
- Le Bureau de coordination de l'Entente de la Baie James et du Nord québécois.

Le SAGMAI reprend les effectifs et budgets des deux entités dissoutes et est placé sous la responsabilité du ministère du Conseil exécutif.

### 1987–2022: Secrétariat aux affaires autochtones
Le 14 janvier 1987 un décret modifie le nom du SAGMAI en Secrétariat aux affaires autochtones. Le nouveau secrétariat obtient deux missions supplémentaires:
- Fournir de l'information sur les programmes gouvernementaux aux Autochtones ;
- Conduire les négociations des ententes globales et veiller à leur mise en œuvre.

### Liste des ministres responsables
Le tableau suivant recense les ministres chargés des Affaires autochtones au sein du gouvernement québécois, qu'ils en aient été des ministres responsables, délégués ou dont la charge était partagée avec une autre responsabilité. 
| Ministre         | Ministre | Parti            | Attributions     | Début             | Fin               | Cabinet         |
| ---------------- | --- | ---------------- | ---------------- | ----------------- | ----------------- | --------------- |
|                  | Raymond Savoie Ministre délégué aux Mines et aux Affaires autochtones                                        | Libéral          | NC               | 26 mars 1986      | 11 octobre 1989   | Bourassa (2)    |
|                  | John Ciaccia Ministre délégué aux Affaires autochtones                                                       | Libéral          | NC               | 11 octobre 1989   | 5 octobre 1990    | Bourassa (2)    |
|                  | Christos Sirros Ministre délégué aux Affaires autochtones                                                    | Libéral          | NC               | 5 octobre 1990    | 11 janvier 1994   | Bourassa (2)    |
| 11 janvier 1994  | Christos Sirros Ministre délégué aux Affaires autochtones                                                    | Libéral          | NC               | 26 septembre 1994 | Johnson (fils)    |                 |
| Pas de titulaire | Pas de titulaire                                                                                             | Pas de titulaire | Pas de titulaire | 26 septembre 1994 | 29 janvier 1996   | Parizeau        |
|                  | Guy Chevrette Ministre responsable des Affaires autochtones                                                  | Parti québécois  | NC               | 29 janvier 1996   | 15 décembre 1998  | Bouchard        |
|                  | Guy Chevrette Ministre délégué aux Affaires autochtones                                                      | Parti québécois  | NC               | 15 décembre 1998  | 8 mars 2001       | Bouchard        |
| 8 mars 2001      | Guy Chevrette Ministre délégué aux Affaires autochtones                                                      | Parti québécois  | NC               | 30 janvier 2002   | Landry            |                 |
|                  | Rémy Trudel Ministre d'État à la Population et aux Affaires autochtones                                      | Parti québécois  | NC               | 30 janvier 2002   | Landry            | 13 février 2002 |
|                  | Michel Létourneau Ministre délégué aux Affaires autochtones                                                  | Parti québécois  | NC               | 13 février 2002   | Landry            | 29 avril 2003   |
|                  | Benoît Pelletier Ministre délégué aux Affaires intergouvernementales canadiennes et aux Affaires autochtones | Libéral          | NC               | 29 avril 2003     | 18 février 2005   | Charest         |
|                  | Geoffrey Kelley Ministre délégué aux Affaires autochtones                                                    | Libéral          | NC               | 18 février 2005   | 18 avril 2007     | Charest         |
|                  | Benoît Pelletier Ministre responsable des Affaires autochtones                                               | Libéral          | NC               | 18 avril 2007     | 18 décembre 2008  | Charest         |
|                  | Pierre Corbeil Ministre responsable des Affaires autochtones                                                 | Libéral          | NC               | 18 décembre 2008  | 3 février 2011    | Charest         |
|                  | Geoffrey Kelley Ministre responsable des Affaires autochtones                                                | Libéral          | NC               | 3 février 2011    | 19 septembre 2012 | Charest         |
|                  | Élizabeth Larouche Ministre déléguée aux Affaires autochtones                                                | Parti québécois  | NC               | 19 septembre 2012 | 23 avril 2014     | Marois          |
|                  | Geoffrey Kelley Ministre responsable des Affaires autochtones                                                | Libéral          | NC               | 23 avril 2014     | 18 octobre 2018   | Couillard       |
|                  | Sylvie D'Amours Ministre responsable des Affaires autochtones                                                | Coalition avenir | NC               | 18 octobre 2018   | 9 octobre 2020    | Legault         |
|                  | Ian Lafrenière Ministre responsable des Affaires autochtones                                                 | Coalition avenir | NC               | 9 octobre 2020    | 20 octobre 2022   | Legault         |
|                  | Ian Lafrenière Ministre responsable des Relations avec les Première Nations et les Inuits                    | Coalition avenir | NC               | 20 octobre 2022   | En fonction       | Legault         |